# 木来府
木来府，中国古代的府，今云南省西双版纳州以南的缅甸境内湄公河沿岸地区。
元世祖至元二十九年（1292年），云南行省：“新附金齿适当忙兀秃兒迷失出征军马之冲，资其刍粮，拟立为木来路。”中书省奏置木来散府，以布伯为达鲁花赤，用土人马列知府事，明太祖洪武十五年（1382年）三月明朝继承木来府，后废，地入缅甸。